# Diogo-Cão (revista)
Diogo-Cão : revista ilustrada de assuntos históricos publicou-se em Luanda entre 1931 e 1938, totalizando 4 séries, dirigidas pelo Padre Ruela Pombo ("bibliófilo, missionário secular e antiquário amador", que na década de 1950 fez doação da sua coleção à Biblioteca Municipal Central de Lisboa), que acumulou a direção com as funções de redator, administrador, editor e proprietário da revista. Esta publicação abrange algumas centenas de anos de memórias, documentos e relatos recolhidos maioritariamente em arquivos, abrangendo um período que começa com as primeiras viagens de Diogo Cão, em 1482.